# Левицкий, Николай Алексеевич
Никола́й Алексе́евич Леви́цкий (27 декабря 1911 — 15 августа 1982) — советский кинорежиссёр и сценарист документального кино. Народный артист СССР (1982).

## Биография
Родился в деревне Никола-Пенье (ныне Грязовецкий район Вологодской области) в многодетной семье церковного певчего и крестьянки.
В 1936 году окончил Государственный институт кинематографии в Москве (мастерская С. М. Эйзенштейна).
К профессиональной деятельности приступил лишь после окончания срока военной службы, во время которой обучался в авиашколе. Работал ассистентом режиссёра на киностудиях «Ленфильм» и «Белгоскино» (ныне «Беларусьфильм»).
В начале войны был командиром рабочего отряда «Ленфильма». С 1942 года и до конца войны служил в войсковой разведке.
В мирной жизни творческую деятельность начал не сразу — был уполномоченным «Совэкспортфильма» в Индии, Голландии, в 1950—1953 годах — директор Ленинградской студии научно-популярных фильмов «Леннаучфильм».
С 1957 года — в научно-популярном и документальном кино. Режиссёр киностудии «Леннаучфильм». Им снято 36 фильмов самой разной тематики: искусствоведческие и литературоведческие; историко-революционные; ленты, посвящённые войне и прославленным деятелям отечественной культуры и искусства.
Член ВКП(б) с 1944 года, член Союза кинематографистов СССР.
Скончался 15 августа 1982 года в Ленинграде. Похоронен на Серафимовском кладбище (участок № 38).

## Фильмография

### Режиссёр
- 1957 — Зелёный шум
- 1958 — Живопись Нидерландов, Фландрии и Голландии
- 1958 — Искусство Италии
- 1958 — Пергамский алтарь[5]
- 1959 — Сокровища мировой культуры
- 1960 — Французская скульптура
- 1960 — Русский камень
- 1961 — Выстрел «Авроры»
- 1961 — Индийская поэма Верещагина
- 1962 — Ленин в Смольном
- 1963 — Александр Ульянов
- 1963 — Вблизи России
- 1964 — Кровавое воскресенье[6]
- 1965 — Широкая колея[7]
- 1966 — Оружие сатиры
- 1967 — Во главе государства Советов
- 1971 — Великий обличитель[8]
- 1972 — Крылом к крылу
- 1974 — Служу моему отечеству[9]
- 1978 — Репин рисует Толстого[10]
- 1978 — Фёдор Тютчев[11]
- 1979 — Евгений Баратынский[12]
- 1982 — Константин Батюшков[4]

### Сценарист
- 1971 — Великий обличитель (совместно с Л. Гориным)
- 1971 — Распев (совместно с В. Матвеевой)[13]
- 1972 — Крылом к крылу
- 1974 — Служу моему отечеству (совместно с Т. Непомнящим)
- 1978 — Репин рисует Толстого
- 1978 — Фёдор Тютчев
- 1979 — Евгений Баратынский
- 1980 — Фёдор Достоевский
- 1982 — Константин Батюшков

### Актёр
- 1974 — Блокада — Молотов

## Награды и звания
- заслуженный деятель искусств РСФСР (26 ноября 1965)[14];
- народный артист РСФСР (18 февраля 1974);
- народный артист СССР (6 апреля 1982)[1];
- Государственная премия РСФСР имени братьев Васильевых (1968) — за документальные фильмы «Вблизи России» (1963), «Александр Ульянов» (1963), «Кровавое воскресенье» (1964), «Во главе государства Советов» (1967);
- орден Отечественной войны I степени (11 июня 1945)[15];
- орден Отечественной войны II степени (2 сентября 1944)[16];
- орден Красной Звезды (24 февраля 1944)[17];
- орден «Знак Почёта»[3];
- медаль «За победу над Германией в Великой Отечественной войне 1941—1945 гг.»[2];
- медаль «За оборону Ленинграда»[2];
- Ломоносовская премия (1965) — за фильм «Кровавое воскресенье» (1964)[1];
- Ломоносовская премия (1973) — за фильм «Великий обличитель» (1971)[1].